# José Malheiro Reimão
José Malheiro Reymão Teles de Meneses e Sá (Viana do Castelo,	3 de julho de 1860 — Viana do Castelo, 6 de janeiro de 1951), mais conhecido por José Malheiro Reimão, foi um político português ligado ao Partido Regenerador, que, entre outras funções, foi membro da Câmara dos Pares e Ministro das Obras Públicas, Comércio e Indústria, no período de 19 de Maio de 1906 a 4 de Fevereiro de 1908, no Ministério presidido por João Franco.

## Biografia
Oriundo de uma família da Província do Minho, com fortuna feita no Brasil e solar no ainda hoje existente conhecido por Casa da Capela das Malheiras, em Viana do Castelo, desde cedo militou no Partido Regenerador de que foi o líder no Minho.
Foi pai do político republicano Ventura Malheiro Reimão.